# Efecto Hanle
El efecto Hanle es la modificación en la polarización electromagnética existente cuando los átomos están inmersos en un campo magnético tal que su correspondiente separación provocada por el efecto Zeeman es comparable a la inversa del tiempo de vida de los niveles involucrados.
Su nombre proviene de Wilhelm Hanle, quién lo describió por primera vez en Zeitschrift für Physik en 1924.

## Aplicaciones
- La observación del efecto Hanle en la luz emitida por el sol es usada para medir indirectamente sus campos magnéticos, ver:
  - Polarización en astronomía